# Словачки национални устанак
Словачки национални устанак (слч. Slovenské národné povstanie, скраћено СНУ), била је оружана побуна коју је организовао словачки покрет отпора током Другог светског рата. Овај покрет отпора углавном су представљали чланови Демократске странке, али и социјалдемократе и комунисти, иако у мањем обиму. Покренут је 29. августа 1944. године из Банске Бистрице у покушају да се супротстави немачким трупама које су окупирале словачку територију и да сруши колаборационистичку владу Јозефа Тисоа. Иако су отпор углавном угушиле немачке снаге, герилске операције су се наставиле све док совјетска армија, чехословачка и румунска војска нису 1945. ослободиле фашистичку Словачку.
У послератном периоду многи политички субјекти, углавном комунисти, покушали су да "преотму" заслуге за устанак. Стаљинстички режим у Чехословачкој представио је устанак као догађај који су покренуле и којим су управљале комунистичке снаге. Словачки ултранационалисти, с друге стране, тврде да је устанак био завера против словачке нације, јер је један од његових главних циљева био збацивање режима марионетске словачке државе и поновно успостављање Чехословачке, у којој су Словацима доминирали Чеси. У ствари, у устанку су се бориле многе фракције, од којих су највеће биле јединице словачке војске, демократски отпор, комунистички партизани и међународне снаге. С обзиром на ову фракционализацију, устанак није имао недвосмислену народну подршку. Ипак, учесници и присталице устанка представљали су сваку религију, класу, старосну доб и антинацистичку политичку фракцију словачке нације.

## Претходни догађаји
Едвард Бенеш, вођа Чехословачке владе у егзилу у Лондону, покренуо је припреме за могући устанак 1943. када је ступио у контакт са дисидентским елементима словачке војске. У децембру 1943, разне групе које ће бити укључене у устанак — влада у егзилу, чехословачке демократе и комунисти, и словачка војска — формирали су подземно Илегални словачки национални савет, и потписали тзв. "Божићни уговор", заједничку декларацију о признавању Бенешеве власти и поновном успостављању Чехословачке после рата. Савет је био одговоран за креирање припремне фазе устанка.
У марту 1944, потпуковник словачке војске Јан Голијан преузео је обавезе око припреме. Завереници су складиштили новац, муницију и друге залихе у војним базама у централној и источној Словачкој. Побуњеничке снаге себе су називале Чехословачким снагама и Првом чехословачком војском. Око 3200 словачких војника је дезертирало и придружило се партизанским групама или совјетској армији. У априлу 1944, словачки Јевреји Рудолф Врба и Алфред Вецлер побегли су из Аушвица и објавили детаљан извештај о раду гасних комора у Аушвицу.
У лето 1944. партизани су интензивирали рат против немачких окупационих снага, углавном у планинама северо-централне Словачке. У јулу су совјетске трупе у Пољској почеле напредовати према Словачкој. До августа 1944. совјетске трупе биле су у Кросну у Пољској, на 40 км од североисточне словачке границе.
Две тешко наоружане дивизије словачке војске, заједно са читавим ваздухопловством источне Словачке, у лето 1944. су намерно премештене у Прешов на североистоку Словачке, како би извршиле једну од две планиране опције за почетак устанка. Две опције су биле:
1. Заузети прелаз Дукла (који спаја Пољску и Словачку преко Карпата) када стигну Совјети (1. украјински фронт под маршалом Иваном Коњевим).
2. По налогу Голијана, одмах заузети Дукла прелаз и задржати прилаз немачких снага све док совјетска војска не стигне.

Пуковник Вилијам Талски био је шеф штаба две дивизије. Унапред се сложио са руководством устаничке војске и комитетом за планирање устанка Словачког националног савета, да изврши било који од ова два плана, зависно од околности. 23. августа 1944. Румунија, у почетку савезница Словачке, променила је страну у корист савезника. 28. августа 1944. у Мартину, група комунистичких партизана под совјетским вођством убила је 24 немачка војника који су се враћали из Румуније. Следећег дана, немачке трупе почеле су да заузимају Словачку и гуше побуну.
У 19:00 часова, 29. августа 1944, словачки министар одбране, генерал Фердинанд Чатлош, објавио је на државном радију да је Немачка окупирала Словачку. У 20:00, Голијан је послао кодирану поруку свим јединицама да започну устанак. Али уместо да се придржавају договореног плана, 30. августа пуковник Талски и целокупно ваздухопловство источне Словачке одлетели су у унапред договорену зону слетања у Пољској да би се придружили Совјетској војсци и напустили две дивизије у Прешову. Две дивизије, остављене у хаосу и без вођства, брзо су разоружане 30. августа поподне, без иједног пуцња. Сходно томе, устанак је прерано почео и изгубио је пресудну компоненту плана, као и две најтеже наоружане дивизије.

## Силе
Тачан број бораца варира. У почетку су се словачке партизанске побуњеничке снаге састојале од око 18 000 војника. Укупан пораст повећао се на 47.000 након мобилизације 9. септембра 1944, а касније и на 60.000, плус 18.000 партизана из преко 30 земаља. Словачке побуњеничке ваздухопловне снаге имале су мали број углавном застарелих авиона.
Поред словачких снага, борци су били и: избегли француски ратни заробљеници, совјетски партизани и извршиоци за специјалне операције (СОЕ) и оперативци Канцеларије за стратешке службе (ОСС). Словачка страна морала је користити углавном двокрилце и импровизоване оклопне возове за борбу против боље опремљеног немачког оружја. Поред совјетске помоћи, бомбардери летеће тврђаве Б-17 Сједињених Држава, у пратњи северноамеричког П-51Б Мустанга, слетели су на аеродром Три Дуби, 7. октобра 1944. године и донели залихе и три екипе ОСС-а, на челу са поморским официром, поручником Џејмсом Холтом Грином. Такође су извели 18 савезничких пилота оборених над Словачком  и пет француских партизана.
Након што је устанак започео, чехословачки званичници у егзилу разговарали су о могућности довођења чехословачких јединица распоређених на источном фронту са совјетском војском. Доведене су две такве јединице. 15. - 17. септембра 1944. слетеo је 1. чехословачки борбени пук у близини Звољена са 21 ловачких авиона Лавохкин Ла-5. Касније је 2. чехословачка падобранска бригада пребачена из Карпата, стижући од 25. септембра до 15. октобра.

## Ток устанка

### Устанак почиње
Побуњеници су започели устанак 29. августа у 8:00 увече под командом Јана Голијана. Ушли су у Банску Бистрицу ујутро 30. августа и направили је својим седиштем. Немачке трупе су разоружале војску источне Словачке 31. августа. Многи војници послати су у логоре у Немачкој, док су други побегли и придружили се партизанима под контролом совјетске војске или се вратили кући. 5. септембра Јан Голијан постао је командант свих побуњеничких снага у Словачкој и добио је чин генерала. Словачке снаге у централној Словачкој мобилисале су 47.000 мушкараца.
Стражари из три главна радна логора, Серед, Новаки и Вихне - побегли су на почетку устанка, а већина јеврејских заробљеника је отишла. Око 1.600 до 2.000 Јевреја се борило као партизани, што је десет процената укупне побуњеничке снаге. Петнаест процената јеврејских партизана је убијено. Многи јеврејски партизани скривали су своју верску припадност због антисемитизма у партизанском покрету.
До 10. септембра побуњеници су стекли контролу над великим областима централне и источне Словачке, укључујући два аеродрома, која су користиле совјетске ваздухопловне снаге.

### Застој
Про-немачка Тисоова влада остала је на власти у Братислави. Немачка је преместила 40.000 војника СС под Готлоб Бергером да би угушила устанак, који су задржали и разоружали две словачке дивизије и 20.000 војника који су требали да обезбеде планинске прелазе за помоћ Црвеној армији. Бенеш се састао са Стаљином и Молотовом у Москви у децембру 1943, како би обезбедио совјетску подршку устанку, али совјетски премијер Јосиф Стаљин и совјетска војна команда Ставка нису успели да пруже потребну подршку на време побуњеничкој војсци. 
Црвена армија је 8. септембра започела офанзиву на прелазу Дукла на словачко-пољској граници и покушала да се пробија кроз Карпатске планине како би продрла у Словачку. Ова лоше планирана и касна акција резултирала је огромним жртвама на обе стране.
Бенеш, совјетски партизани и разне словачке фракције почели су се свађати међу собом, а свака је тражила оперативну контролу. Упркос поновљеним напорима, генерал Голијан није могао да убеди различите стране да координирају своје напоре. Генерал Рудолф Вист је преузео команду 7. октобра, а Голијан је постао његов други командант.
Црвена армија и њени чехословачки савезници нису успели да брзо продру преко прелаза Дукла упркос жестоким борбама између 8. септембра и 28. октобра; претрпели су 85.000 жртава (21.000 мртвих). Чехословачка влада у егзилу није успела да убеди западне савезнике да игноришу Стаљинов опструкцију и пошаљу више залиха у то подручје.

### Противнапад
19. септембра немачка команда заменила је СС-Обергрупенфирера Бергера, који је био задужен за трупе које су се бориле против устанка, генералом Хофлеом. У то време Немци су имали 48.000 војника; осам немачких дивизија, укључујући четири из Вафен-СС и једну про-нацистичку словачку формацију.
1. октобра побуњеничка војска је преименована у Прву чехословачку армију у Словачкој, да би симболизовао почетак чешко-словачког поновног уједињења које би признале савезничке снаге.
Главна немачка контраофанзива започела је 17 - 18. октобра, када је 35.000 немачких војника ушло у земљу из Мађарске, која је била под немачком војном окупацијом од 19. марта 1944. године. До краја октобра снаге Осовине (шест немачких дивизија и једна про-нацистичка словачка јединица) преузеле су од побуњеника већину територије и опколиле борбене групе. Битке су донеле најмање 10 000 жртава са обе стране.
Побуњеници су морали да напусте Банску Бистрицу 27. октобра непосредно пред немачко преузимања власти, повукли су се у планине заједно са хиљадама других који су бежали пред њемачким напредовањем. Побуњеници су се спремили да промене своју стратегију у герилску рату. 28. октобра Вист је послао Лондону поруку у којој стоји да је организовани отпор завршен. 30. октобра генерал Хофле и председник Тисо славили су у Банској Бистрици и доделили медаље немачким војницима за њихово учешће у сузбијању устанка.

### После
Ипак, партизани и остаци редовних снага наставили су са напорима у планинама. У знак одмазде, Ајнзацгрупа Х и гардијска дивизија Хлинка погубили су многе Словаке за које се сумњало да су помагали побуњеницима, као и Јевреје који су до тада избегавали депортацију и уништили 93 села под сумњом да су сарађивали. Неколико села је спаљено до темеља, а сви њихови становници убијени, а власти су касније откриле 211 масовних гробница које су произашле из тих злочина. Највећа погубљења догодила су се у Кремничкој (747 убијених, углавном Јевреја и Рома) и Њемецкој (900 убијених).
3. новембра, Немци су заробили Голијана и Виста у Похронском Буковецу ; касније су их испитивали и погубили.
Победа Немачке само је одлагала евентуални пад про-нацистичког режима. Шест месеци касније, Црвена армија је свргла трупе Осовине у Чехословачкој. До децембра 1944. румунске и совјетске трупе протерале су немачке трупе из јужне Словачке у битки за Будимпешту. 19. јануара 1945. Црвена армија је заузела Бардјејов, Свидњик, Прешов и Кошице у источној Словачкој. Они су између 3. и 5. марта заузели северозападну Словачку. 25. марта ушли су у Банску Бистрицу а 4. априла у Братиславу.
29. август је национални празник у Словачкој. Почев од 1947. ковани су различити комеморативни новчићи Чехословачке у знак сећања на устанак.